# Usnea malmei
Usnea malmei är en lavart som beskrevs av Motyka. Usnea malmei ingår i släktet Usnea och familjen Parmeliaceae.   Inga underarter finns listade i Catalogue of Life.